# Burleson
Burleson is een plaats (city) in de Amerikaanse staat Texas, en valt bestuurlijk gezien onder Johnson County en Tarrant County.

## Demografie
Bij de volkstelling in 2000 werd het aantal inwoners vastgesteld op 20.976.
In 2006 is het aantal inwoners door het United States Census Bureau geschat op 31.660, een stijging van 10684 (50,9%).

## Geografie
Volgens het United States Census Bureau beslaat de plaats een oppervlakte van
51,1 km², waarvan 50,9 km² land en 0,2 km² water. Burleson ligt op ongeveer 207 m boven zeeniveau.

## Plaatsen in de nabije omgeving
De onderstaande figuur toont nabijgelegen plaatsen in een straal van 12 km rond Burleson.